# Nuraghe Oes
Le Nuraghe Oes est un nuraghe situé à Giave, dans la province de Sassari, en Sardaigne, en Italie.

## Situation
Le nuraghe Oes se trouve dans la plaine de Cabu Abbas, également connue sous le nom de « vallée des nuraghes », à proximité du nuraghe Santu Antine, dans la région historique de Meilogu.

## Description
Le bâtiment principal est constitué d'une tour de trois étages avec un bastion bilobé sur deux niveaux et deux tours secondaires, le tout enserrant une cour intérieure.
À cela s'ajoute un espace sacré délimité par une enceinte (Téménos) avec un temple voisin (Mégaron), quelques restes d'une tombe des géants, un grand village et une série d'autres structures de type incertain.